# Brasilândia (Fernandópolis)
Brasilândia é um bairro do município brasileiro de Fernandópolis, no interior do estado de São Paulo, e que já foi distrito antes mesmo do surgimento da cidade.

## História

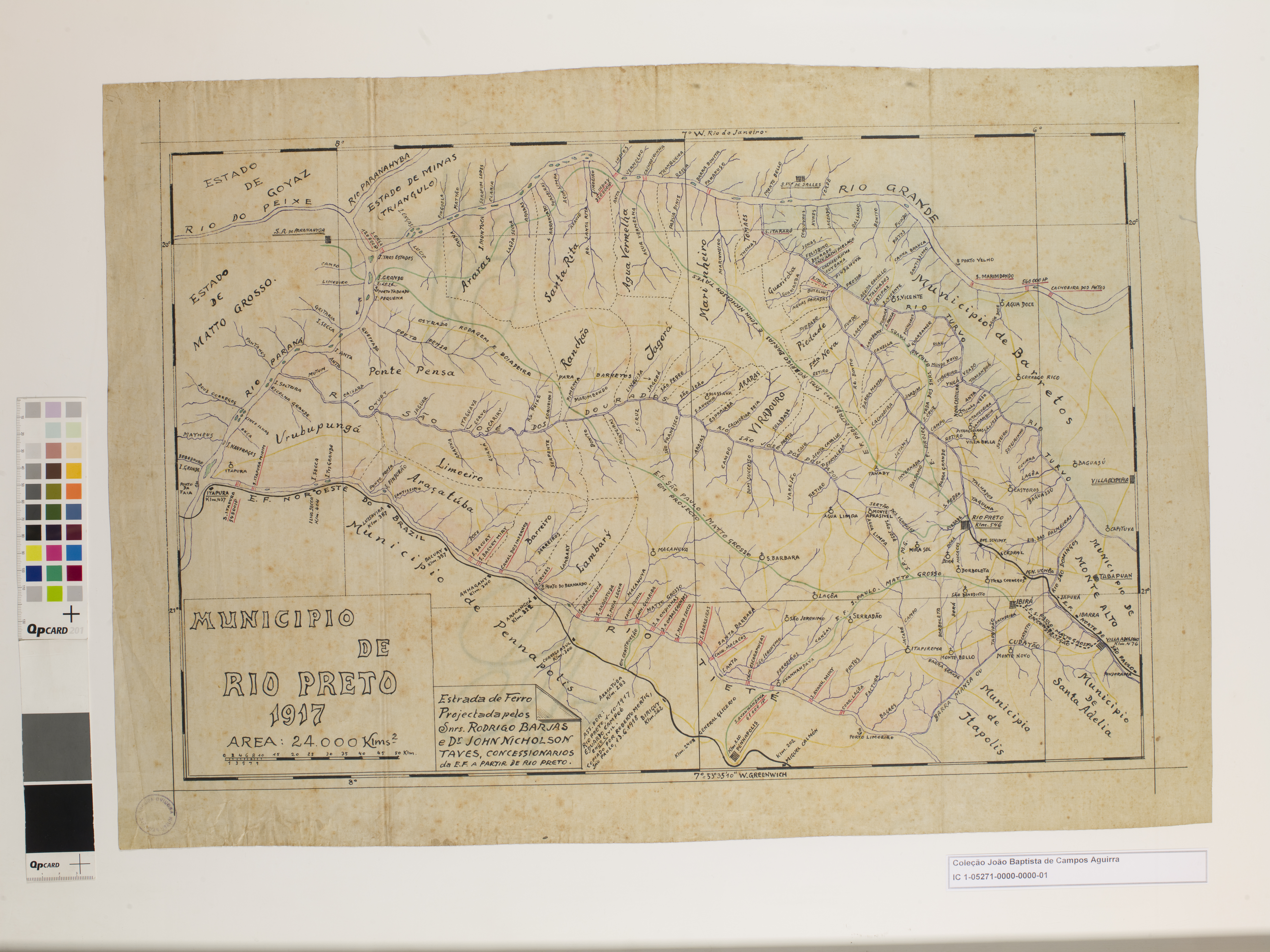
Mapa do Município de Rio Preto em 1917 destacando as antigas glebas, entre elas a Gleba Marinheiro

### Fundação
Após a chegada dos desbravadores pioneiros nas duas primeiras décadas do século XX, na época em que o único acesso local era a histórica Estrada Boiadeira que ligava São José do Rio Preto ao Porto do Taboado nas margens do rio Paraná e que havia sido aberta na década de 1890, os primeiros povoadores da região só começaram a se fixar a partir do levantamento topográfico realizado pelo Estado na região no ano de 1918.
Posteriormente Carlos Barozzi e muitas outras famílias, principalmente de italianos, se instalaram na Gleba Marinheiro. Em 10 de novembro de 1938, Carlos Barozzi fundou o patrimônio de Brasilândia, sendo este considerado a célula mater do município de Fernandópolis. Nessa época essas terras pertenciam ao território do distrito de Vila Monteiro (atual Álvares Florence), município de Tanabi, que na época era o maior do estado de São Paulo.

### Zona distrital
Pelo Decreto-Lei n° 12.886 de 24 de agosto de 1942 é criado, no distrito de Monteiro, do município de Tanabi, comarca de Monte Aprazível, a 3.ª zona distrital de Brasilândia, com sede na povoação deste nome. O patrimônio de Pereira (atual centro de Fernandópolis), localizado a aproximadamente três quilômetros de Brasilândia, passou a integrar essa zona distrital.
Os dois povoados por serem muito próximos disputavam a liderança no progresso e as rivalidades logo surgiram. Em 1945 haveria uma nova divisão territorial e administrativa no estado de São Paulo, e como o grupo político de Pereira era mais atuante, iniciou um movimento para conseguir a elevação a município, tendo Pereira como sede. Mas nenhum dos dois povoados tinha condição de separadamente ser elevado a município.
Quando em 1943 receberam a visita de Fernando Costa, então Interventor Federal do Estado de São Paulo, este sugere a unificação para alcançar tal objetivo. Desta forma os fundadores uniram os povoados com o objetivo de ser criado um único município, projeto este que prosperou, dando origem a Fernandópolis, cujo nome foi escolhido em homenagem ao Interventor. Com a criação do município, Brasilândia deixou de ser zona distrital, e seu cartório foi transferido para a sede.

### Subdistrito
Não muito tempo depois foi implantado o loteamento denominado Coester, unificando o centro de Fernandópolis com o bairro de Brasilândia, tornando-os numa única área urbana contínua. E pela Lei n° 8.092 de 28 de fevereiro de 1964, o 2º Subdistrito (Brasilândia) é criado com território desmembrado do distrito da sede do município de Fernandópolis, mas não chegou a ser instalado.

## Geografia

### Localização
O bairro localiza-se na região leste da cidade, as margens da Rodovia Euclides da Cunha (SP-320), no acesso que liga Fernandópolis à Pedranópolis.